# Английская партия (Греция)
Английская партия (греч.  Αγγλικό Κóμμα) — политическая группировка Греции, существовавшая в середине XIX века и ориентировавшаяся на Британскую империю.

## История и развитие партии
Создание английской партии, вероятно, следует рассматривать как действие, которое лидеры Войны за независимость Греции предприняли в июне 1825 года по призыву принца Александра Маврокордатоса и Георгиоса Кунтуриотиса составить письмо, в котором Греция обратилась за защитой в Великобританию.
У партии не было поддержки в материковой Греции, однако она была очень влиятельной среди фанариотов и богатых судовладельцев Эгейских островов. В период Иоанниса Каподистриаса она потеряла большую часть своего влияния из-за создания других партий (французской и русской фракций) и была главной силой оппозиции.
Она восстановила большую часть его после прибытия короля Оттона I, поскольку политические симпатии главного регента, Йозефа Людвига фон Армансперга, лежали в основе с Великобританией.
Ее бесспорным лидером был принц Александр Маврокордатос, и после его смерти в 1865 году влияние партии быстро начало снижаться.